# Капаннори
Капаннори (итал. Capannori) — коммуна в Италии, располагается в регионе Тоскана, в провинции Лукка.
Население составляет 45 356 человек (2008 г.), плотность населения составляет 290 чел./км². Занимает площадь 157 км². Почтовый индекс — 55012. Телефонный код — 0583.
Покровительницей коммуны почитается Пресвятая Богородица, празднование 16 июля.

## Демография
Динамика населения:

## Администрация коммуны
- Официальный сайт: http://www.comune.capannori.lu.it/

## Уроженцы
- Пиаджа, Карло — путешественник по Африке.